# Kalteng Putra
Kalteng Putra Football Club  ist ein indonesischer Fußballverein aus Palangka Raya. Aktuell spielt der Verein in der höchsten Liga des Landes, der Liga 1.

## Umbenennungen
| Jahr           | Name                   |
| -------------- | ---------------------- |
| 1970 bis 2001  | Persepar Palangkaraya  |
| 2001 bis 2013  | Persepar Kalteng Putra |
| 2013 bis heute | Kalteng Putra          |

## Erfolge
- 2011/2012 – Indonesian Premier Division/Liga 2 – Meister
- 2018 – Liga 2 – 3. Platz  ▲

## Stadion
Seine Heimspiele trägt der Verein im Tuah Pahoe Stadium in Palangka Raya. Das Stadion hat ein Fassungsvermögen von 5000 Zuschauern. Eigentümer sowie Betreiber der Sportstätte ist das Government of Palangka Raya Municipalities.
Koordinaten: 2° 12′ 36″ N, 113° 55′ 12″ O

## Trainer
| Name              | Zeit bei Madura United | Zeit bei Madura United |
| Name              | von                    | bis                    |
| ----------------- | ---------------------- | ---------------------- |
| Salahudin         | 1. Juli 2005           | 30. Juni 2006          |
| Eko Tamami        | 1. Juli 2011           | 30. Juni 2012          |
| Edy Paryono       | 1. Juli 2014           | 30. Juni 2017          |
| Eko Tamami        | 1. Juli 2015           | 30. Juni 2016          |
| Kas Hartadi       | 1. Januar 2017         | 31. Dezember 2018      |
| Gomes De Oliviera | 15. Januar 2019        | 31. Dezember 2019      |
| Eko Tamami        | 1. März 2020           | 2. Oktober 2022        |
| Freddy Muli       | 2. Oktober 2022        | 31. März 2023          |
| Jafri Sastra      | 21. Juni 2023          | 14. Oktober 2023       |
| Eko Tamami        | 16. Oktober 2023       | 30. Juni 2024          |

## Ausrüster
| Jahr           | Ausrüster  |
| -------------- | ---------- |
| 2010 bis 2011  | Lotto      |
| 2011 bis 2012  | Adidas     |
| 2012 bis 2015  | Mitre      |
| 2017 bis heute | BB Apparel |